# Soziales Handeln
Soziales Handeln ist ein Verhalten, das für den Handelnden subjektiv „sozial“ ist, da es sich auf das Verhalten anderer bezieht und daran in seinem Ablauf orientiert (Interaktion) ist.
Für Max Weber ist soziales „Handeln“ ein soziologischer Begriff, der ein Tun, Dulden oder Unterlassen beschreibt.

## Soziales Handeln bei Max Weber

### Allgemeines
Die fachliche Auffassung des „sozialen Handelns“ wurde für die Sozialwissenschaften maßgeblich von Max Weber geprägt. Der Begriff des „sozialen Handelns“ nimmt bei ihm einen ganz besonderen Platz in der Soziologie ein. Denn in seinen Gedankengängen in Wirtschaft und Gesellschaft mit dem Untertitel Grundrisse der verstehenden Soziologie erhebt er den Anspruch, methodische Fragen zu klären und Grundbegriffe (Idealtypen) zu entwickeln, die universell anwendbar seien. Er entwickelt verschiedene Idealtypen des sozialen Handelns, weist aber ausdrücklich darauf hin, dass es sich dabei immer nur um eine gedankliche Abbildung eines tatsächlich empirisch gemeinten Sinnes handle.
Subjektiver Sinn bedeutet bei ihm, dass jedes Handeln, das einzelne Menschen verbindet, einen Sinn haben müsse. Kommunikation zwischen einzelnen Menschen oder Gesellschaft basiert darauf, dass andere den Sinn von Mimik, Gestik, Sprache u. a. m. verstehen. Aus dem Sinn lässt sich die Motivation zum Handeln erschließen. „Sozial“ ist dieses Handeln dann, wenn es seinem Sinn nach wechselseitig auf das Handeln anderer bezogen wird und sich in seinem Verlauf daran orientiert. Diese Anderen müssen nicht physisch anwesend sein.

„Soziales Handeln […] soll ein solches Handeln heißen, welches seinem von dem oder den Handelnden gemeinten Sinn nach auf das Verhalten anderer bezogen wird und daran in seinem Ablauf orientiert ist.“

Da nur Individuen Träger von sinnhaft orientiertem Handeln sein können, also nicht Kollektive (Gemeinschaften, Gruppen, Gesellschaften, Staaten, Institutionen), müssen Arbeits- und Handlungssysteme bis auf Handlungsmuster von Individuen heruntergebrochen werden. Somit ist beispielsweise der Staat nur das Resultat von Abläufen und Zusammenhängen spezifischen Handelns einzelner Akteure, das sich sinnhaft orientiert. Nur soziales Handeln sei für die Soziologie relevant. Eine Schwierigkeit ist es, soziales Handeln vom allgemeinen Handeln zu unterscheiden.

### Webers Typenbildung
Soziales Handeln wird bestimmt durch zweckrationale, wertrationale, affektuelle und/oder traditionelle Motive.
Weber spricht hier von „reinen Typen“ des sozialen Handelns, was bedeutet, dass das reale Handeln sich innerhalb dieser Typen bewege. Diese vier Typen bilden die Grundlage auf der seine meisten Grundbegriffe aufbauen. Wie zum Beispiel „Gemeinschaft“ und „Gesellschaft“, wo Weber sich eng an Ferdinand Tönnies’ Gemeinschaft und Gesellschaft von 1887 anlehnt (nicht jedoch an dessen Typenlehre!).
Weber sagt zur Vergemeinschaftung: „Von ‚Gemeinschaftshandeln‘ wollen wir da sprechen, wo menschliches Handeln subjektiv sinnhaft auf das Verhalten anderer Menschen bezogen wird. Bestandteil des Gemeinschaftshandelns ist die Erwartung gegenüber einem bestimmten subjektivem Verhalten anderer. Subjektiv sinnhaftes Verhalten kann daher erwartet werden, wo Verständigung stattfindet oder Abmachungen getroffen werden“.
Demgegenüber zur Vergesellschaftung: „Vergesellschaftetes Handeln (Gesellschaftshandeln) wollen wir ein Gemeinschaftshandeln dann soweit nennen, als es 1. sinnhaft orientiert ist an Erwartungen, die gehegt werden auf Grund von Ordnungen 2. deren ‚Satzung‘ rein zweckrational erfolgt im Hinblick auf das als Folge erwartete Handeln der Vergesellschafteten, und wenn 3. die sinnhafte Orientierung subjektiv zweckrational geschieht.“
Vergleichend wären hier Émile Durkheims Theorien zur „mechanischen“ und „organischen Solidarität“ zu sehen.

#### Zweckrationales Handeln
Unter zweckrationalem Handeln versteht man das rationale Abwägen zwischen Zweck/Zielen, Mitteln und Folgen. Wer zweckrational handelt, wägt vorher sorgfältig Zweck, Mittel und Nebenfolgen gegeneinander ab, um sich dann für die bestmögliche Lösung zu entscheiden.

#### Wertrationales Handeln
Wertrationales Handeln wird bestimmt vom bewussten Glauben an den (ethischen, ästhetischen, religiösen u. a.) Eigenwert einer Handlung. Wer wertrational handelt, handelt entsprechend seiner Überzeugung, ohne Rücksicht auf vorauszusehende Folgen. Der Handelnde richtet sich nach eigenen Regeln, Forderungen, die er an sich selbst stellt.

#### Affektuelles Handeln
Affektuelles Handeln wird ausgelöst durch eine momentane Gefühlslage und Emotionen. Es liegt jenseits dessen, was wir bewusst oder sinnhaft beeinflussen können und kann eine hemmungslose Reaktion auf einen außeralltäglichen Reiz sein.

#### Traditionales Handeln
Traditionales Handeln ist eine eingelebte Gewohnheit. Genauso wie das affektuelle Handeln liegt es jenseits dessen, was man „sinnhaft“ orientiertes Handeln nennen kann. Das Festhalten an Regeln kann entweder mit „Gewohnheit“ erklärt werden oder mit bewusstem Festhalten an einer bestimmten Regel.

#### Beispiel
Ein Beispiel wäre: Zwei Passagiere, die mit der Reisesituation am Flughafen unzufrieden sind, unterhalten sich darüber („gemeinschaftliches“ Handeln) und beschließen, sich bei der Fluggesellschaft zu beschweren („gesellschaftliches“ Handeln). Alle vier Typen des Handelns können mitspielen: Sich zu beschweren, ist zweckrational; sie beurteilen die Behandlung der Passagiere als unwürdig (ein wertrationales Handlungsmotiv), ärgern sich darüber affektuell und kommen überhaupt nur ins vertrauensvolle Gespräch, weil sie denselben Dialekt sprechen (traditionales Motiv).

## Andere soziologische Ansätze
Eine Theorie vom „sozialen Handeln“ muss wie jede Theorie des „Handelns“ eine (anthropologische, biosoziologische) Theorie des sozialen „Akteurs“ axiomatisieren. Ältere Ansätze (so der von Ferdinand Tönnies) benutzen als Sinnstifter für das handelnde Subjekt das Konzept des Willens. Neuere Ansätze verwenden das Konzept der Reflexion (etwa Jürgen Habermas), oder das Konzept der „Ratio“ (→ Theorie der rationalen Entscheidung (rational choice theory), etwa bei Hartmut Esser) oder die „Autopoiesis“ (bei Niklas Luhmann).
Der Kontrastbegriff zum „sozialen Handeln“ ist in der Soziologie das „Sozialverhalten“. Dessen Ansatz umgeht die „Sinn“-Kategorie (bzw. sie ist ihm stets eine ideologische Aussage), so dass sich „Verhalten“ mit dem von Tieren, ja Pflanzen und Robotern vergleichen lässt und vor allem der Brückenschlag zur Soziobiologie wenig Mühe macht (weniger Mühe zu machen scheint).
Von anderen Autoren (wie z. B. Norbert Elias) wird der Begriff des „sozialen“ Handelns als irreführend und unnötig verworfen. Da die Sozialität, also das Zusammenleben in Gesellschaften, ein fundamentales Merkmal unserer Spezies sei, gebe es kein menschliches Handeln, das nicht sozial sei, d. h. in irgendeiner Hinsicht auf andere Menschen bezogen.